# 漢尼夫卡 (尼科波爾區)
47°43′32″N 34°56′28″E / 47.72556°N 34.94111°E
汉尼夫卡（烏克蘭語：Ганнівка），是烏克蘭中部的村莊，隸屬第聶伯羅彼得羅夫斯克州尼科波爾區的托馬基夫卡市鎮。該村分別距離扎波罗热巴尔卡1公里和日梅里内1.5公里，海拔高度111米，2001年人口50。